# Neurigona transversa
Neurigona transversa är en tvåvingeart som beskrevs av Van Duzee 1913. Neurigona transversa ingår i släktet Neurigona och familjen styltflugor.
Artens utbredningsområde är Kalifornien. Inga underarter finns listade i Catalogue of Life.